# Dovania
Dovania este un gen de molii din familia Sphingidae. 

## Specii
- Dovania dargei - Pierre, 2000
- Dovania mirei - Pierre, 2000
- Dovania neumanni - Jordan 1925
- Dovania poecila - Rothschild & Jordan 1903